# Rizal (Nueva Écija)
Rizal (Bayan ng Rizal - Municipality of Rizal), antes conocido como Bunobon,   es un municipio filipino de segunda categoría, situado en la parte central de la isla de Luzón. Forma parte del Segundo Distrito Electoral de la provincia de Nueva Écija situada en la Región Administrativa de Luzón Central, también denominada Región III.

## Geografía
Situado en el este de la provincia, limita al norte con los municipios de San José de Casignan y de Pantabangán; al sur con los de General Mamerto Natividad y de Bongabón; y al oeste con el de Llanera.

### Barangays
El municipio de Rizal se divide, a los efectos administrativos, en 26 barangayes o barrios, conforme a la siguiente relación:
| - Agbannawag - Bicos - Cabucbucán - Distrito de Calaocán - Canaán del Este - Canaán del Oeste | - Casilagán - Curva de Aglipay - Del Pilar - Estrella - General Luna - Macapsing | - Maligaya - Paco Román - Pag-asa - Población, Centro - Población, Este - Población, Norte - Población, Sur | - Población, Oeste - Santo Cristo - San Esteban - San Gregorio - Santa Mónica - Villa Labrador - Villa Paraiso |  |

## Economía

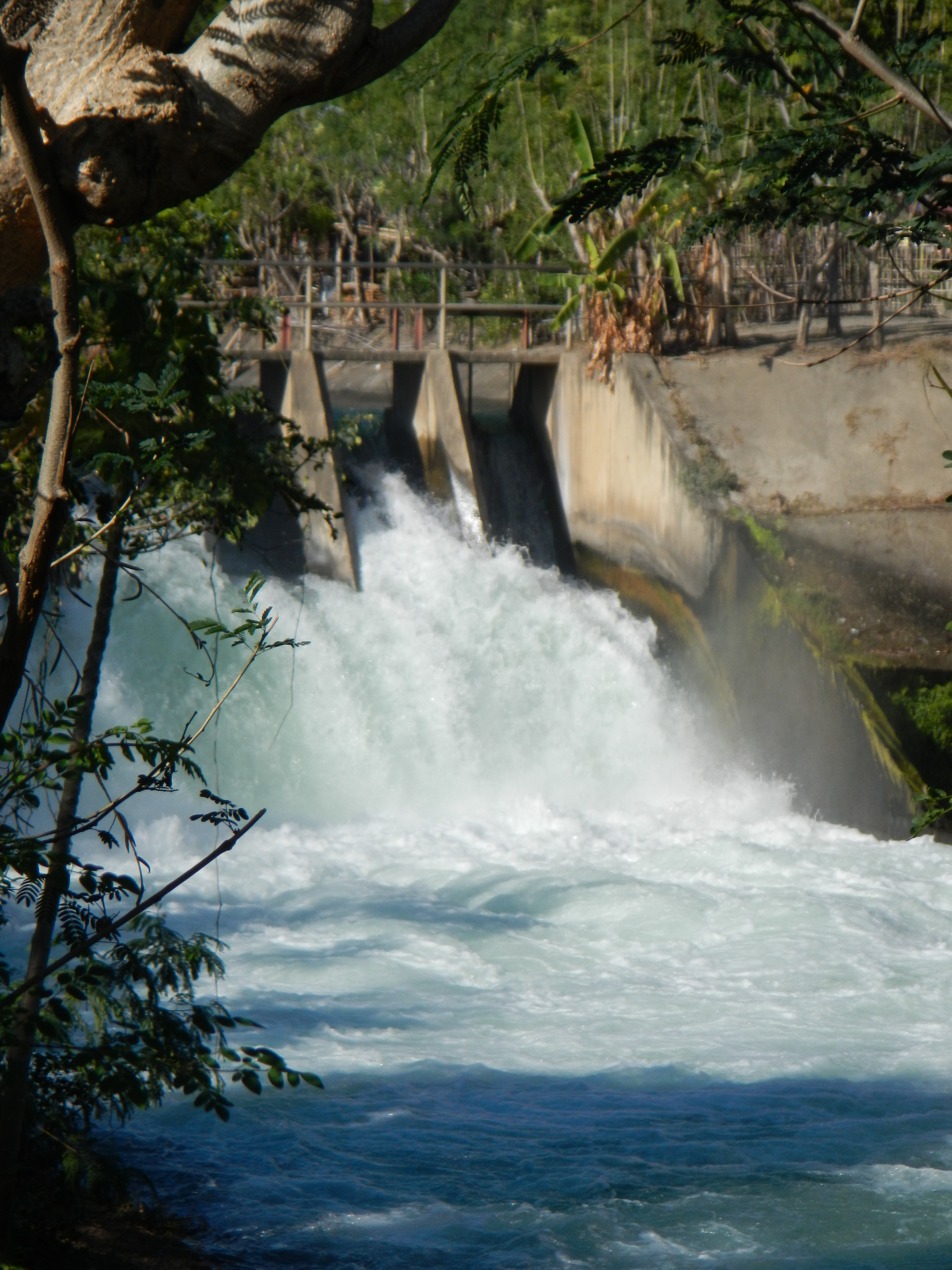
Represa de Casecnan.

La Casecnan Irrigation and Power Generation Project  es un complejo formado por represa, embalse y canales, empleado para el riego y la producción de energía eléctrica.

## Historia
El barrio de  Bunobón, nombre de una planta abundante en el lugar, era un sitio del barrio de Cabucbucan en el  municipio Bongabón.
En 1904, durante la ocupación estadounidense de Filipinas, Bunobón se convirtió en barrio con el nombre de Nazaret.
Con población creciente, Apo Juliano Paraiso, pide al Gobierno la conversión de barrioa a municipio, solicitud que con la ayuda del gobernador Manuel Tinio y del congresista Isauro Gabaldón prospera en 1908.
El  1 de enero de 1913 el municipio cambia de nombre pasando a denominarse Rizal, en recuerdo de José Rizal (1861–1896),  médico, escritor y héroe nacional filipino.
El año 1954 cede  los barrios de San Felipe y San Alfonso para formar el nuevo municipio de Llanera que también recibe barrios  de Talavera y San José de Casignan.

## Patrimonio
Iglesia parroquial católica bajo la advocación de la San José, esposo de María, St. Joseph Husband of Mary.
Forma parte de la Diócesis de San José en las Islas Filipinas en la provincia Eclesiástica de Lingayén-Dagupán.